# Paralelizam
Paralelizam je stilska figura ponavljanja istog slijeda riječi; simetrična konstrukcija kod približno istog skupa riječi; ili sadržajno i gramatički jednakomjerno građeni dijelovi rečenice. 
Oblik ponavljanja koji predstavlja kombinaciju sintaktičke figure i figure ponavljanja. Ponavlja se doslovno isti sintaktički oblik rečenice, a samo se riječi mijenjaju i razlikuju, a sve s namjerom da se podvuku sličnosti situacije, da se istakne nova, suprotna ili značajnija misao. Nije ga lako ostvariti i traži veći napor u gradnji rečenice. 
U književnosti ima uvijek isti zadatak: uspoređivanje dviju pojava koje se paralelno pojavljuju. U mnogim značajnim djelima susrećemo i postupak karakterološkog paralelizma, gdje se suprotstavljaju dva karaktera da se što potpunije prikažu, npr. Don Quijote i Sancho Pansa.